# Liste der Biografien/Stuk
Liste der Biografien |
Portal Biografien |
Personensuche
# |
A |
B |
C |
D |
E |
F |
G |
H |
I |
J |
K |
L |
M |
N |
O |
P |
Q |
R |
S |
T |
U |
V |
W |
X |
Y |
Z |
?
 
Sa |
Sb |
Sc |
Sd |
Se |
Sf |
Sg |
Sh |
Si |
Sj |
Sk |
Sl |
Sm |
Sn |
So |
Sp |
Sq |
Sr |
Ss |
St |
Su |
Sv |
Sw |
Sy |
Sz
 
Sta |
Ste |
Sth |
Sti |
Stj |
Stl |
Sto |
Str |
Sts |
Stt |
Stu |
Stv |
Stw |
Sty
 
Stua |
Stub |
Stuc |
Stud |
Stue |
Stuf |
Stug |
Stuh |
Stui |
Stuj |
Stuk |
Stul |
Stum |
Stun |
Stup |
Stur |
Stus |
Stut |
Stuu |
Stuv |
Stuw |
Stux |
Stuy
Die Liste der Biografien führt alle Personen auf, die in der deutschsprachigen Wikipedia einen Artikel haben. Dieses ist eine Teilliste mit 24 Einträgen von Personen, deren Namen mit den Buchstaben „Stuk“ beginnt.

## Stuk

### Stuka
- Stukalin, Alexander Walerjewitsch (* 1981), russischer Florettfechter
- Stukalow, Dmitri Pawlowitsch (* 1951), sowjetischer Hürdenläufer
- Stukāne, Anita (* 1954), lettisch-sowjetische Weitspringerin
- Stukas, Gendrikas, litauischer Politiker

### Stuke
- Stuke, Arnd, Pirat, Hauptmann der frühen Vitalienbrüder
- Stuke, Franz R. (* 1940), deutscher Medienwissenschaftler
- Stuke, Johannes (1904–1978), deutscher Politiker (SPD)
- Stuke, Josef (1918–2010), deutscher Physiker
- Stuke, Karen (* 1970), deutsche Fotografin und Theaterfotografin
- Stuke, Karlfried (1933–2018), deutscher Fußballspieler
- Stuke, Katja (* 1968), deutsche Fotografin
- Stukeley, William (1687–1765), englischer AltertumsforscherWilliam Stukeley (1687–1765)

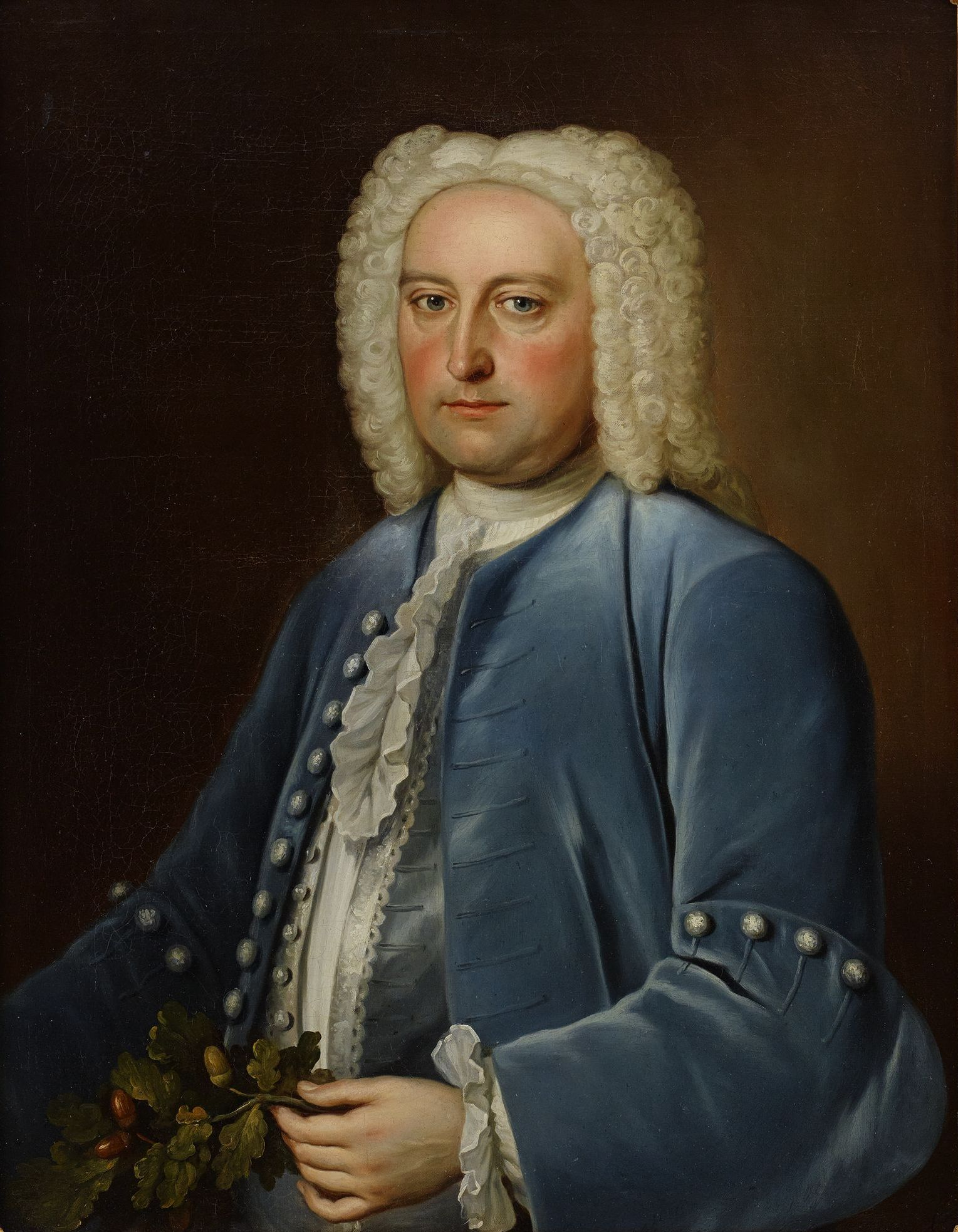
William Stukeley (1687–1765)

- Štukelj, Leon (1898–1999), jugoslawischer Turner
- Stukenberg, Helmut (1909–1991), deutscher Ministerialbeamter und Präsident der Deutschen Bundesbahn
- Stukenberg, Kurt (* 1988), deutscher Journalist
- Stukenberg, Wilhelm (1878–1964), deutscher Oberschulrat und Politiker (MdL)
- Stukenborg, Anton (1830–1890), deutscher Priester und Bischöflicher Offizial
- Stukenbrock, Eva (* 1976), dänische Biologin
- Stukenbrok, August (1867–1930), deutscher Unternehmer
- Stuker, Johannes (1819–1901), Schweizer Pädagoge
- Stuker, Jürg (1914–1988), Schweizer Kunsthändler
- Stuker, Robert (1863–1940), Schweizer Historiker und Prinzenerzieher am griechischen Hof und Freund und Berater der damaligen europäischen Herrscher

### Stuko
- Stukolkin, Ivar (* 1960), sowjetischer Schwimmer
- Stukowenkow, Michail Iwanowitsch (1842–1897), russischer Mediziner und Hochschullehrer